# III Августов легион
Легион III «Авгу́ста» (лат. Legio III Augusta Iterium Pia Iterium Vindex Constans Perpetua Pia Fidelis) — римский легион, сформированный Октавианом в 43 г. до н. э. Прекратил своё существование в начале V века. Эмблемами легиона были единорог и Пегас.

## Основание
Легион был сформирован Гаем Вибием Пансой Цетронианом по приказу Октавиана в 43 г. до н. э.

## Боевой путь
Первой битвой, в которой принимал участие легион, была битва при Филиппах в Македонии, произошедшая в апреле 42 г. до н. э. между войсками второго триумвирата, ведомыми Марком Антонием и Октавианом, против войск Брута и Кассия.
В 36 г. до н. э. легион направляется в Сицилию на подавление восстания Секста Помпея.
В 30 г. до н. э. легион стоит лагерем в Африке, однако лагерь его не постоянен — легион принимает участие в различных проектах. Так, в 14 году легионеры строят дорогу из Такапы в Тевесту, Алжир), где одно время стояли лагерем. Основная задача легиона — предотвращение восстаний нумидийских и мавританских племен. С 17 по 24 год легион сражается против Такфарината, который все же поднял восстание в Африке.
В конце правления Нерона легионом командует легат Луций Клодий Макр. В 68 году Макр набирает свой собственный Легион I «Макриана Либератрикс», в который влилась большая часть солдат из легиона III «Augusta», который также оказывает поддержку Макру. Однако в самом начале 69 года прокуратор Требоний Гарутиан убивает Макра, легион же во время смуты 69 года выступает на стороне Гальбы, затем Вителлия, затем Веспасиана, однако не участвует ни в одной из кампаний соискателей на трон в Италии.
В 70 году Веспасиан переводит легион в Ламбезис (совр. Тазут-Ламбез, Алжир) в Нумидии. Лагерь легиона находился там более двух столетий, а основным занятием легиона была охрана границ от набегов берберов.
В 128 году в Ламбез нанёс визит император Адриан, приказавший провести манёвры в своём присутствии; и 1 июля состоялся почётный смотр, на котором император обратился к легиону с приветственной речью, знаменитой по сегодняшний день.
Легион принимал участие в Парфянской кампании Луция Вера, а также в маркоманской войне.
В 193 году император Септимий Север за поддержку дает легиону титул Pia Vindex («Преданный заступник»).
В 216 году подразделение легиона приняло участие в войне Каракаллы против парфян.
Позже легион поддержал Гелиогабала, победителя Макрина. Революция, которую совершил император Гордиан I в 238 году в государственных делах, не затрагивала легион, тем не менее, он не подчинился новому положению вещей и примкнул к Максимину, удачливому сопернику Гордиана. Когда Максимин был, в конце концов, отстранён и заменён Гордианом III, легион был распущен и его имя было удалено со всех памятников, на которых его выгравировали прежде. Солдаты были переведены в легионы Германии.
Солдаты распущенного легиона составили основу войск Валериана. Чтобы возбудить в них рвение, им был обещан возврат в прежний лагерь, если они избавят Валериана от его соперника Эмилиана. Смерть последнего, случившаяся в 253 году, повлекла за собой восстановление легиона: в конце октября 253 года он вновь вступил во владение лагерем в Ламбезе. Легиону возвращены были и все титулы, причем с лихвой — теперь он именовался Legio III Augusta Iterum Pia Iterum Vindex («Вечно преданный заступник»).
С 254 года легион вернулся к обычной своей службе в Нумидии. Им командовал Аврелий Регин, возможно это был будущий наместник Фиваиды.
С 289 по 297 год легион находился под прямым командованием Максимиана в его кампании против берберов.
Тогда же, во времена Диоклетиана, за боевые заслуги легион получает титулы Constans, Perpetua, Pia Fidelis (Постоянный Вечный Преданный и Верный).

## Расформирование
В начале V века упоминания о легионе прекращаются. Скорее всего, тогда же он и прекратил своё существование.